# Scymnus ignarus
Scymnus ignarus är en skalbaggsart som beskrevs av Gordon 1976. Scymnus ignarus ingår i släktet Scymnus och familjen nyckelpigor. Inga underarter finns listade i Catalogue of Life.